# Lykke Li
Li Lykke Timotej Zachrisson, més coneguda pel nom artístic de Lykke Li, (Ystad, Suècia, 18 de març de 1986) és una cantant sueca d'indie pop. Publicà en 2008 el seu àlbum de debut, Youth Novels, i en 2011 el seu segon àlbum Wounded Rhymes. El tercer, I Never Learn, arribà el 2014.

## Discografia
Àlbums
- Youth Novels (2008)
- Wounded Rhymes (2011)
- I Never Learn (2014)

EPs i singles
- "I'm Good, I'm Gone" (2007)
- "Little Bit" (2007)
- "Breaking It Up" (2008)
- "Tonight" (2009)
- "Possibility" (2009) banda sonora de New Moon
- "Get Some" (2010)
- "I Follow Rivers" (2011)

B-sides
- "I Don't Mind (Jump on It)" – 4:13 inclòs al single suec i anglès de 2 temes "I'm Good, I'm Gone"
- "After Laughter" – 3:41 split single amb El Perro Del Mar per a Record Store Day 18 d'abril de 2009
- "Until We Bleed" – 4:29 (Kleerup featuring Lykke Li) inclòs al single suec de 2 temes "Tonight"
- "Paris Blue" – 3:45 publicat amb "Get Some"